# Regeringen Willoch II
Regeringen Willoch II var en norsk regering som satt från 8 juni 1983 till 8 maj 1986. Det var en koalitionsregering mellan Høyre, Kristelig Folkeparti och Senterpartiet. Regeringen avgick efter en förtroendeomröstning i Stortinget. Statsminister var Kåre Willoch och utrikesminister Svenn Stray.

## Regeringens fall
Efter Stortingsvalet 1985 blev regeringen en minoritetsregering. Parlamentariska grunden blev utfyllt av Fremskrittspartiets (FrP) två representanter. Våren 1986 hade oljepriserna sjunkit från 29 dollar till 15 dollar fatet, och i mars lade regeringen fram ett påskpaket med 16 förslag. En av punkterna var att öka bensinavgiften med 42 öre litern, och regeringen gick först till Arbeiderpartiet för stöd. Arbeiderpartiet skulle bara gå med på skattehöjningar om man även höjde skatterna för de rikaste, något som inte Willochs regering stod för. Regeringen var beroende av FrPs stöd för att kunna överleva, men Carl I. Hagen hade i valkampanjen lovat att bekämpa alla skatt- och avgiftsökningar, speciellt bensinavgiften. Samtidigt så hade han också lovat att inte fälla en borgerlig regering. Dagen innan regeringen begärde förtroende för påskpaketet skickade FrP ut ett pressmeddelande om att <väljarna kunde lita på Hagen i frågan om bensinpriserna>, och regeringens öde var därmed beseglat, och regeringen avgick 9 maj 1986.